# دبليو 62 (قنبلة نووية)

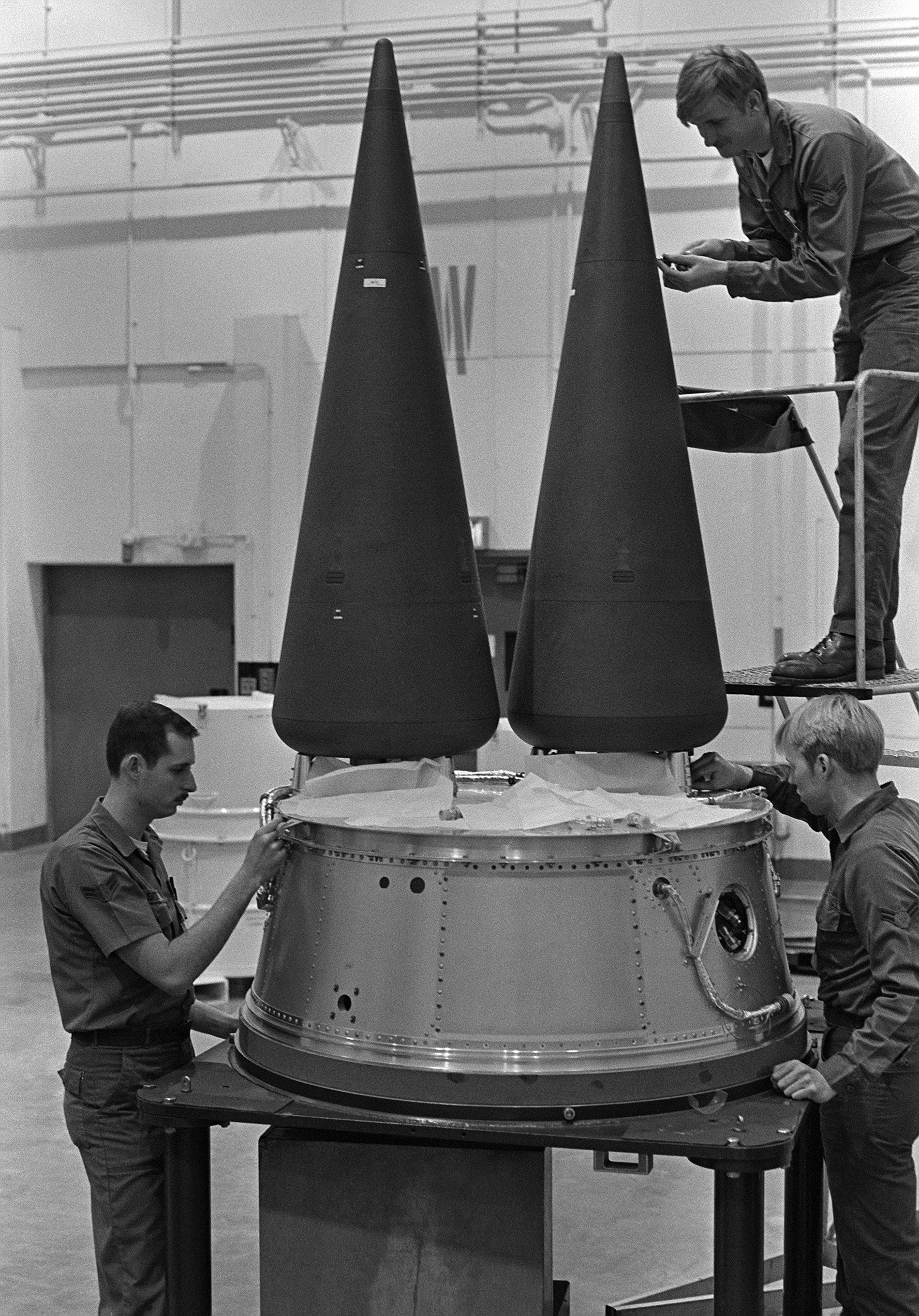

دبليو 62 هو رأس حربي نووي حراري أمريكي تم تصميمه في أواخر الستينيات وصنع في الفترة من 1970 إلى 1976 وخرج من الخدمة في عام 2010.
تم إنتاج 1,725 رأس حربي من نوع دبليو 62 خلال تشغيل الإنتاج. وقد تم خروجه من الخدمة لأنه يفتقر إلى العزل الكهربائي المعزز والمتفجرات العالية غير الحساسة والحفرة المقاومة للحريق ونظام تعطيل الأوامر .